# Mémorial Milan Vidmar
Le Mémorial Milan Vidmar est une compétition d'échecs internationale, organisée depuis 1969 à la mémoire de Milan Vidmar dans plusieurs villes de Slovénie et joué normalement tous les deux ans. De 2007 à 2011, le tournoi se confondait trois fois avec le championnat de Slovénie.

## Multiples vainqueurs
Cinq victoires
Aleksandr Beliavski (en 1999, 2001, 2003, 2005 et 2011)
Deux victoires
- Lajos Portisch (en 1973 et 1985)
- Predrag Nikolić (en 1989 et 1991)
- Ivan Sokolov (en 1987 et 1993)

## Palmarès
| Éd.                                     | Année | Lieux                        | Vainqueur(s)                           | Deuxième(s)                                    | Troisième(s)                                                        |
| --------------------------------------- | ----- | ---------------------------- | -------------------------------------- | ---------------------------------------------- | ------------------------------------------------------------------- |
| De 1969 à 2005 : tournoi international  |       |                              |                                        |                                                |                                                                     |
| 1                                       | 1969  | Ljubljana                    | Albin Planinc                          | Svetozar Gligorić                              | Wolfgang Unzicker                                                   |
| 2                                       | 1973  | Ljubljana et Portoroz        | Lajos Portisch                         | Svetozar Gligorić Jan Smejkal Miguel Quinteros |                                                                     |
| 3                                       | 1975  | Portoroz et Ljubljana        | Anatoli Karpov                         | Svetozar Gligoric                              | Zoltán Ribli Semion Fourman Vlastimil Hort                          |
| 4                                       | 1977  | Ljubljana et Portoroz        | Bent Larsen                            | Vlastimil Hort Vladimir Savon                  |                                                                     |
| 5                                       | 1979  | Bled et Portoroz             | Jan Timman                             | Bent Larsen Zoltán Ribli                       |                                                                     |
| 6                                       | 1985  | Portoroz et Ljubljana        | Lajos Portisch Zoltán Ribli Tony Miles |                                                |                                                                     |
| 7                                       | 1987  | Portoroz et Ljubljana        | Ivan Sokolov Uwe Bönsch                |                                                | István Csom                                                         |
| 8                                       | 1989  | Ljubljana et Rogaška Slatina | Predrag Nikolić                        | Alon Greenfeld                                 | Ievgueni Bareïev                                                    |
| 9                                       | 1991  | Bled et Rogaska Slatina      | Predrag Nikolić                        | Ievgueni Bareïev                               | Aleksandr Khalifman Ivan Sokolov                                    |
| 10                                      | 1993  | Portoroz et Rogasta Slatina  | Ivan Sokolov                           | Predrag Nikolić                                | Krunoslav Hulak                                                     |
| 11                                      | 1995  | Ptuj (tournoi zonal)         | Stefan Kindermann                      | Viktor Kortchnoï                               | Thomas Luther                                                       |
| 12                                      | 1997  | Portoroz                     | Vadim Zviaguintsev                     | Zurab Azmaiparashvili                          | Zdenko Kozul                                                        |
| 13                                      | 1999  | Portoroz                     | Aleksandr Beliavski                    | Zdenko Kozul Vadim Zviaguintsev                |                                                                     |
| 14                                      | 2001  | Portoroz                     | Aleksandr Beliavski                    | Boris Guelfand                                 | Andriï Volokitine                                                   |
| 15                                      | 2003  | Terme Zreče                  | Aleksandr Beliavski Emil Sutovsky      |                                                | Stélios Chalkiás Adrian Mikhaltchichine Nikola Mitkov Nikola Sedlak |
| 16                                      | 2005  | Portoroz                     | Aleksandr Beliavski                    | Luka Lenič Nikola Djukim                       |                                                                     |
| De 2007 à 2011: championnat de Slovénie |       |                              |                                        |                                                |                                                                     |
| 17                                      | 2007  | Ljubljana                    | Duško Pavasovič                        | Marko Tratar                                   | Matej Sebenik                                                       |
| 18                                      | 2009  | Otočec                       | Luka Lenič                             | Matej Šebenik Jure Škoberne                    |                                                                     |
| 19                                      | 2011  | Ljubljana                    | Aleksandr Beliavski                    | Luka Lenić (ex æquo)                           | Jure Zorko Matej Sebenik                                            |
| En 2016 : tournoi international         |       |                              |                                        |                                                |                                                                     |
| 20                                      | 2016  | Bled                         | Andriï Volokitine                      | Arkadij Naiditsch                              | Liviu-Dieter Nisipeanu                                              |